# Bactrocera vishnu
Bactrocera vishnu är en tvåvingeart som beskrevs av Drew och Albany Hancock 1994. Bactrocera vishnu ingår i släktet Bactrocera och familjen borrflugor. Inga underarter finns listade.